# Abito bianco di Marilyn Monroe
L'abito bianco indossato da Marilyn Monroe nel film Quando la moglie è in vacanza, diretto da Billy Wilder nel 1955, fu realizzato dal costumista statunitense William Travilla e venne utilizzato in una delle scene più celebri del film, considerata iconica nella storia del cinema, e la figura della stessa attrice nell'immaginario collettivo è rimasta indissolubilmente legata a quel vestito.

## Storia
Nel film Quando la moglie è in vacanza la celebre scena del vento proveniente dalla metropolitana che solleva la gonna di Marilyn Monroe è una sequenza molto veloce, e non viene affatto mostrata a figura intera per via del formato della pellicola. Nel film, infatti, la scena viene mostrata "dal basso", e nella sequenza successiva viene mostrata la reazione dei personaggi di Marilyn Monroe e Tom Ewell, in primo piano. A rendere "iconica" l'immagine di Marilyn che tenta di abbassarsi il vestito sollevato dal vento, furono le fotografie scattate da Matty Zimmerman della Associated Press.
Quando il costumista William Travilla, conosciuto semplicemente come Travilla, cominciò a lavorare con Marilyn Monroe, aveva già vinto un premio Oscar per il suo lavoro in Le avventure di Don Giovanni del 1948. Travilla iniziò a collaborare con Marilyn nel 1942 in La tua bocca brucia del 1952, quando era ancora uno dei numerosi costumisti a contratto della Twentieth Century Fox. Travilla disegnò gli abiti dell'attrice in otto film, e secondo una sua rivelazione, ebbero anche una breve relazione. Nel 1955 Travilla disegnò i costumi per Quando la moglie è in vacanza, e l'abito da cocktail bianco indossato da Marilyn Monroe nella famosa scena della grata, rimane il suo lavoro più celebre, nonostante egli stesso dichiarò che disegnare tutti e dieci gli abiti dell'attrice non gli portò via più di un week-end. Secondo il saggio Hollywood Costume: Glamour! Glitter! Romance! di Dale McConathy e Diana Vreeland, l'abito in realtà fu comprato da Travilla, benché il costumista abbia sempre smentito questa tesi.
Nel film il vestito bianco realizzato da Travilla compare nella sequenza in cui Marilyn Monroe e Tom Ewell escono dal cinema in cui hanno appena proiettato il film horror del 1954 Il mostro della laguna nera e si fermano a parlare brevemente. Il personaggio di Marilyn Monroe si apposta volontariamente su una grata sul pavimento per aspettare il vento creato dal passaggio della metropolitana, che come conseguenza le alza la gonna scoprendole le gambe, nonostante il tentativo di tenerlo comunque giù. Originariamente la scena si doveva girare presso il 52 della Lexington Avenue a Manhattan all'1:00 del 15 settembre 1954. Tuttavia la presenza dell'attrice e delle telecamere attirarono la curiosità di migliaia di fan e curiosi, che resero inservibile il materiale girato, e costrinsero il regista Billy Wilder a ricostruirla in un set della Twentieth Century Fox.
Dopo la morte di Marilyn Monroe nel 1962, Travilla custodì sotto chiave molti dei costumi che negli anni aveva realizzato per l'attrice, al punto che per anni si parlò di "collezione perduta" Soltanto alla sua morte, nel 1990, gli abiti furono messi in esposizione da Bill Sarris, collega e socio di Travilla.
In seguito l'abito è entrato a far parte della collezione privata di memorabilia hollywoodiana di Debbie Reynolds, che l'ha tenuto in esposizione presso l'Hollywood Motion Picture Museum. Nel 2011 è stata tuttavia comunicata la decisione della Reynolds di vendere l'intera collezione ad un'asta, che si tenne il 18 giugno. L'abito di Marilyn Monroe sarà venduto ad un prezzo di partenza stimato intorno a uno, due milioni di dollari. Durante un'intervista rilasciata dalla Reynolds a Oprah Winfrey, parlando dell'abito della Monroe, la collezionista ha dichiarato che "[l'abito] è diventato di color écru perché come sapete è molto, molto vecchio ormai".

## Design

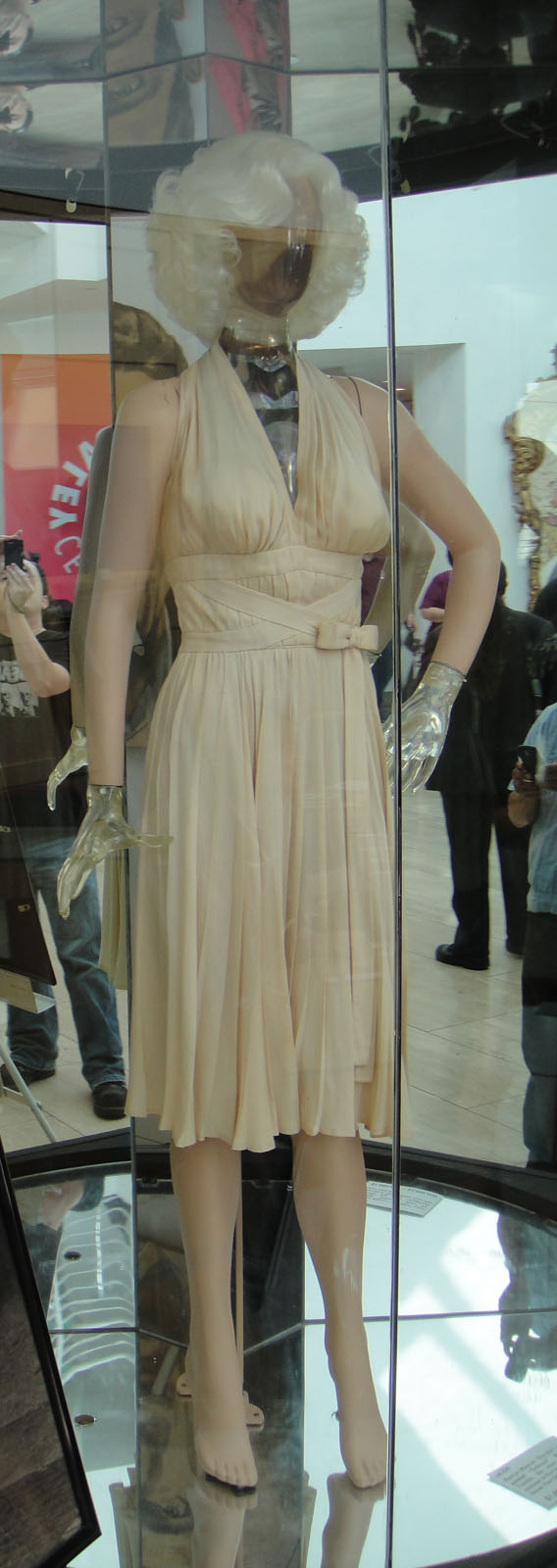
L'abito in esposizione presso la collezione di Debbie Reynolds.

L'abito realizzato da William Travilla per Marilyn Monroe ha un design piuttosto semplice. Si tratta di un abito da cocktail leggero di color avorio nello stile di quelli di moda fra gli anni cinquanta ed i sessanta. Il corpetto in tessuto pieghettato ha una profonda scollatura ed è formato da due pezzi di tessuto che si uniscono dietro al collo, lasciando braccia, spalle e schiena scoperte. La fascia in vita parte immediatamente da sotto il seno, e si distingue dalla parte superiore per essere realizzata in tessuto liscio ed aderente. Al di sotto di questa fascia parte la lunga gonna plissettata.

## Impatto nella storia del costume
Negli anni successivi alla morte di Marilyn Monroe, la sua immagine è stata spesso associata alla famosa scena dell'abito alzato dal vento, al punto che in quasi tutte le imitazioni, rappresentazioni e ricostruzioni dell'attrice postume, essa è spessissimo ritratta con il celebre abito da cocktail bianco. Proprio in questa mise compare il fantasma di Marilyn Monroe (interpretato da Suzie Kennedy) nel film italiano Io & Marilyn.
Inoltre l'abito è stato indossato con scopi citazionistici da Fiona in Shrek 2 (2004), da Amy Poehler in Blades of Glory - Due pattini per la gloria (2007), da Anna Faris in La coniglietta di casa (2008) e da Sushmita Mukherjee in Appartamento per... 3 (2008) fra gli altri. Nel film La signora in rosso, Kelly LeBrock ripropone la medesima scena, ma indossando un abito di colore rosso.
Il sito web di moda Glamour.com ha classificato l'abito indossato dalla Monroe come uno tra più famosi della storia. Secondo un sondaggio simile condotto da Cancer Research UK l'abito bianco di Marilyn Monroe è arrivato al primo posto fra gli abiti indossati da celebrità che hanno rappresentato delle icone per il cinema.
È stata prodotta dalla Mattel una bambola Barbie vestita con l'abito bianco di Marilyn Monroe.